# Scottish Aviation Bulldog
El Scottish Aviation Bulldog es un avión de entrenamiento de dos asientos lado a lado (con un tercer asiento opcional), desarrollado por la empresa aeronáutica británica Beagle Aircraft bajo el nombre de B.125 Bulldog, y construido por la empresa Scottish Aviation.

## Diseño y desarrollo
El prototipo del Bulldog voló por primera vez el 19 de mayo de 1969 desde el Aeropuerto de Shoreham. Recibió su primer pedido por parte de las Fuerzas Armadas de Suecia por un total de 78 unidades. Sin embargo, Beagle Aircraft entró en quiebra antes de que se llegase a producir la primera unidad de serie. Scottish Aviation adquirió los derechos de producción de la aeronave, haciéndose cargo del pedido sueco. De este modo, las aeronaves fueron fabricadas por Scottish Aviation en el aeropuerto de Prestwick, y posteriormente, por British Aerospace.

## Historia operacional

### Suecia
Los primeros 58 aviones (conocidos como Sk 61A y Sk 61B) fueron entregados a la Fuerza Aérea Sueca en 1971. Se entregaron veinte aviones más al Ejército Sueco como Fpl 61C en 1972, aunque fueron  transferidos a la Fuerza Aérea en 1989 como Sk 61C. En 2001, todos los aviones suecos habían sido retirados del servicio militar. 26 ejemplares fueron comprados en 2004 por la compañía húngara AVIA-Rent.

### Reino Unido

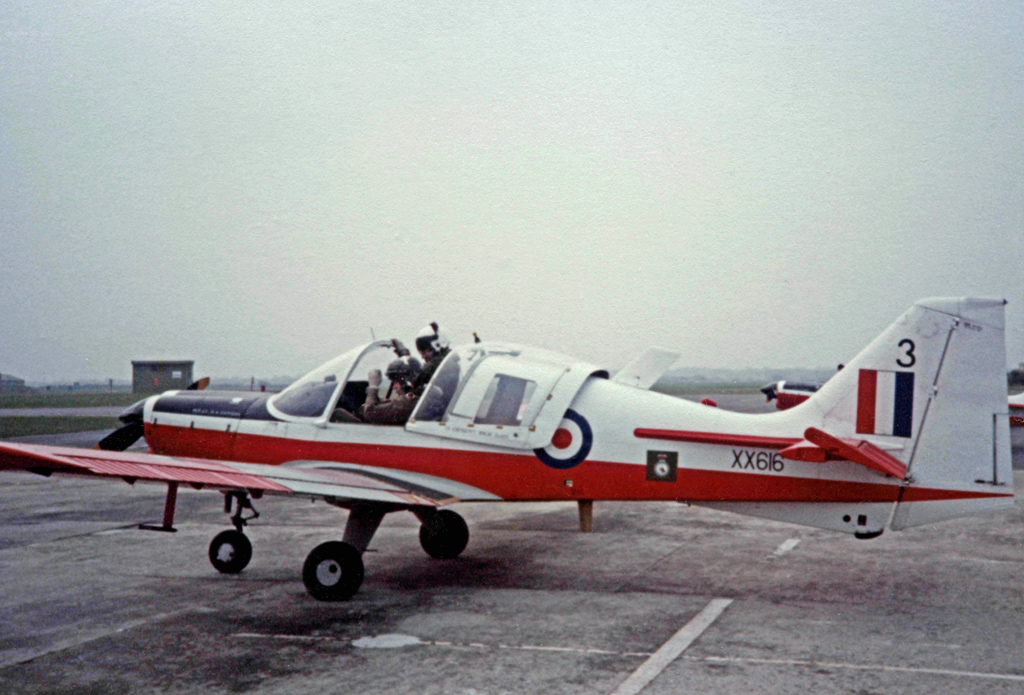
Bulldog del Manchester University Air Squadron en RAF Woodvale en 1983.

El mayor cliente fue la Real Fuerza Aérea británica, que hizo un encargo por 130 ejemplares en 1972, entrando en servicio como Bulldog T.1 en 1975. Fue utilizado por la Real Fuerza Aérea como entrenador básico, en particular como el avión estándar de los Escuadrones Aéreos Universitarios y, más tarde, de los Destacamentos de Experiencia Aérea, proporcionando entrenamiento de vuelo. El avión también fue usado por la Armada Real para el Entrenamiento de Vuelo Elemental (EFT) en RAF Topcliffe.
La RAF vendió sus entrenadores Bulldog restantes en 2001 como aviones ligeros de aviación general a bajo precio. Fueron reemplazados por el Grob Tutor.

## Variantes

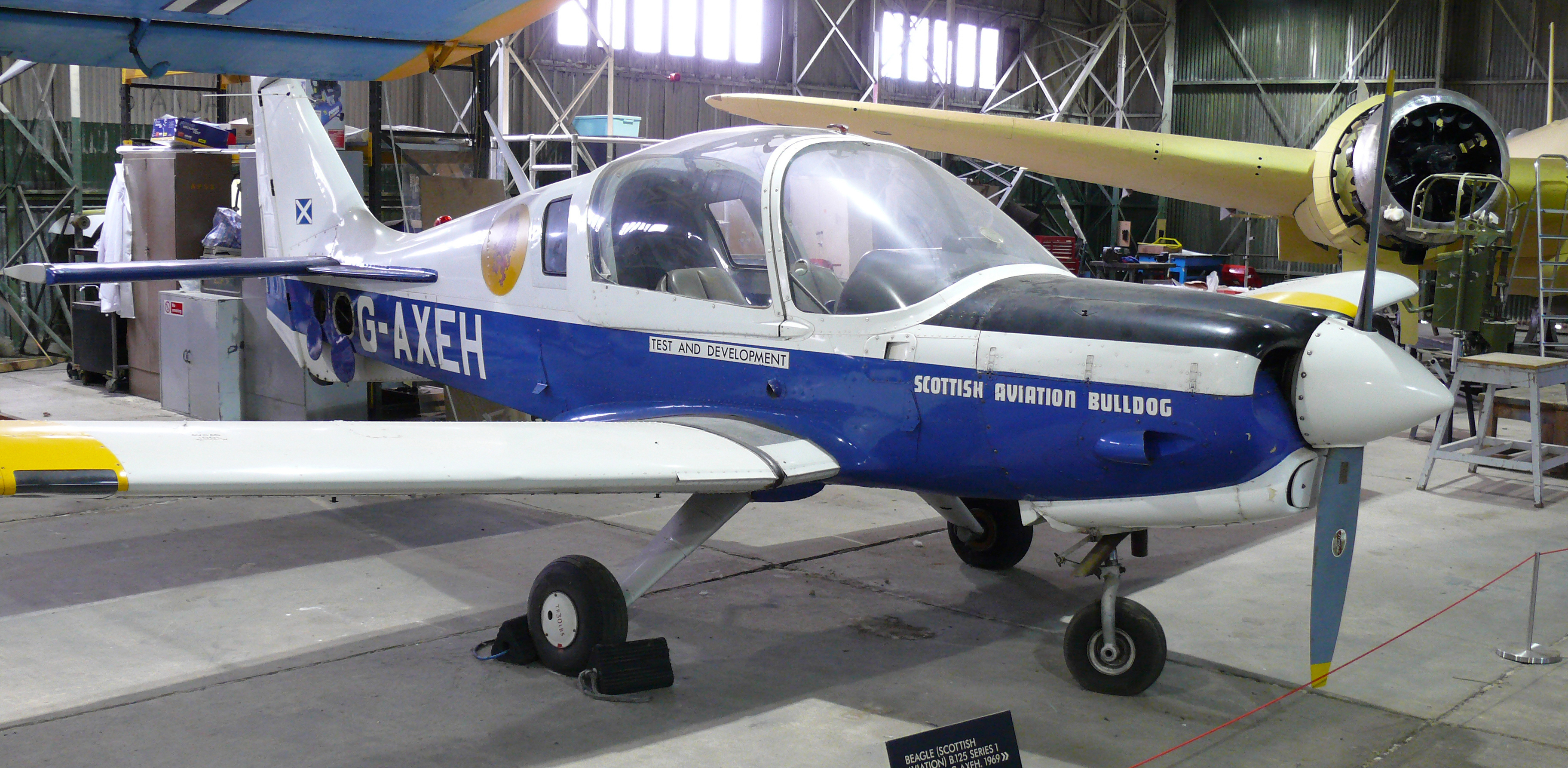
El prototipo del Bulldog G-AXEH en el Museo Nacional de Vuelo.

Se produjeron los siguientes modelos del Bulldog:

Bulldog Series 1
Un prototipo construido por Beagle Aircraft (G-AXEH), uno construido por Scottish Aviation; actualmente en el Museo Nacional de Vuelo en East Fortune, East Lothian.
Bulldog Series 100
Model 101
Modelo de exportación para Suecia. Designación militar sueca Sk 61 (Fuerza Aérea) o Fpl 61 (Ejército). 78 construidos.
Model 102
Modelo de exportación para Malasia. 15 construidos.
Model 103
Modelo de exportación para Kenia. Cinco construidos.
Model 104
Segundo prototipo remozado (G-AXIG).
Model 121
Entrenador primario para la Real Fuerza Aérea británica. Designación de la RAF, Bulldog T.1. 130 construidos, cinco de ellos transferidos (vendidos) a las Fuerzas Armadas de Malta en 2000.
Model 122
Modelo de exportación para Ghana. Seis construidos.
Model 122A
Modelo de exportación para Ghana. Siete construidos.
Model 123
Modelo de exportación para Nigeria. 37 construidos.
Model 124
Demostrador de compañía (G-ASAL). Usado en pruebas de armamento.
Model 125
Modelo de exportación para Jordania. 13 construidos.
Model 125A
Modelo de exportación para la Real Fuerza Aérea Jordana. Nueve construidos.
Model 126
Modelo de exportación para Líbano. Seis construidos.
Model 127
Modelo de exportación para Kenia. Nueve construidos.
Model 128
Modelo de exportación para la Real Fuerza Aérea Auxiliar de Hong Kong. Dos construidos.
Model 129
Un avión para un cliente civil en Venezuela (YV-375-CP).
Model 1210
Modelo de exportación para Botsuana. Seis construidos. Variante de ataque ligero con soportes subalares.
Bulldog Series 200
Variante de cuatro asientos con tren de aterrizaje retráctil. Un prototipo construido (G-BDOG). También conocido como Bullfinch con colores civiles.

## Operadores

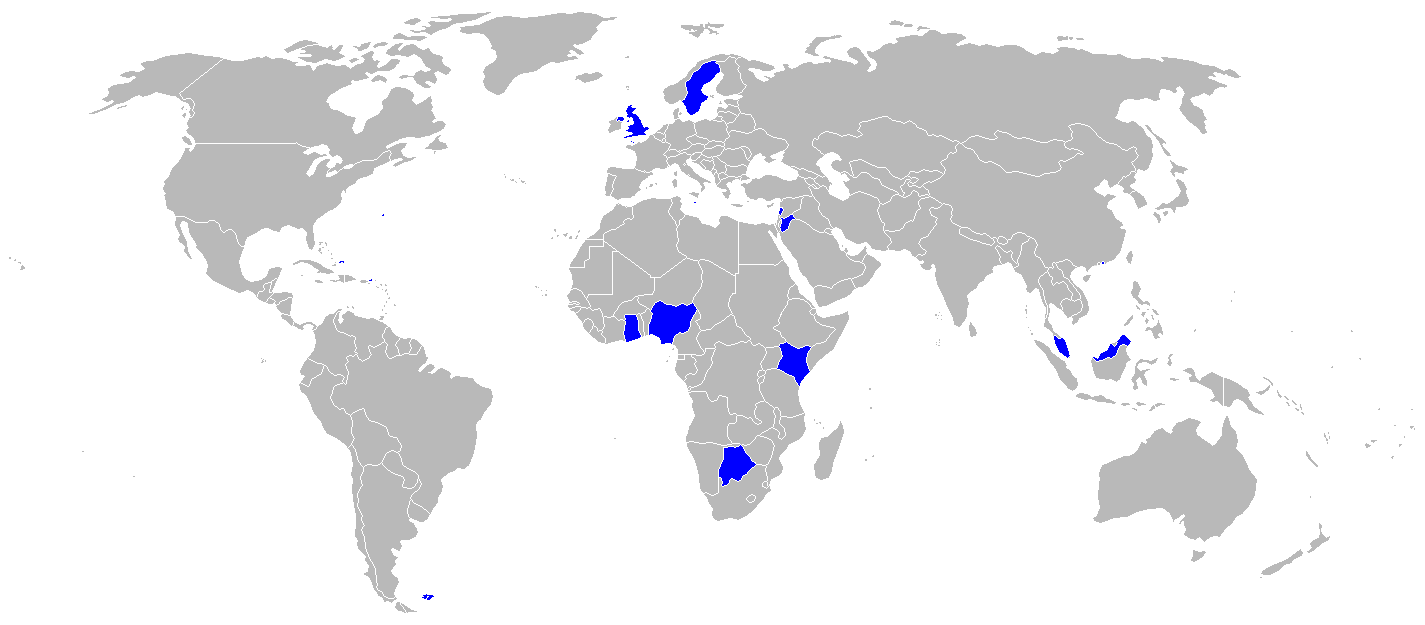
Operadores del Bulldog.

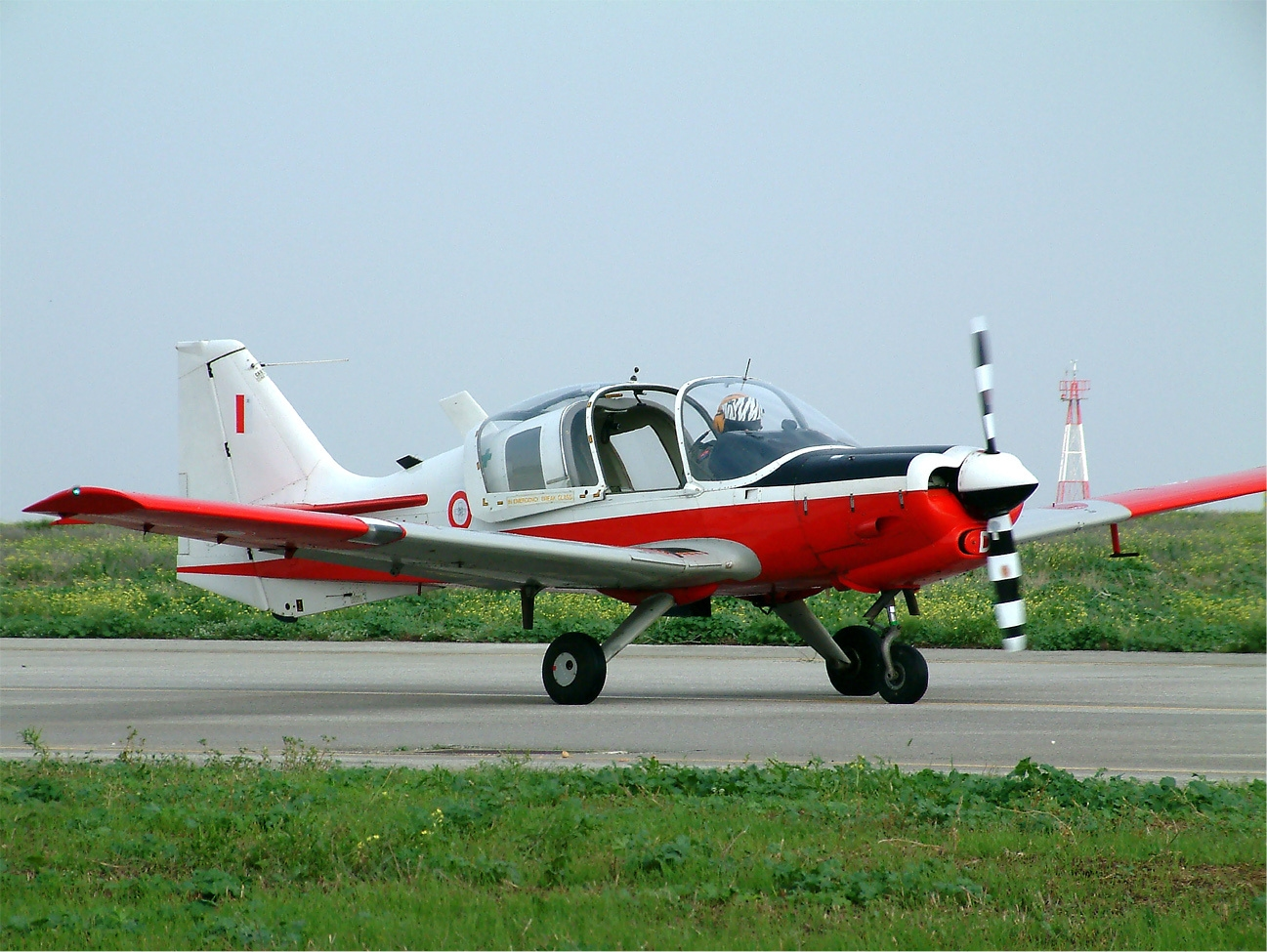
Bulldog de la Fuerza Aérea Maltesa en 2003.

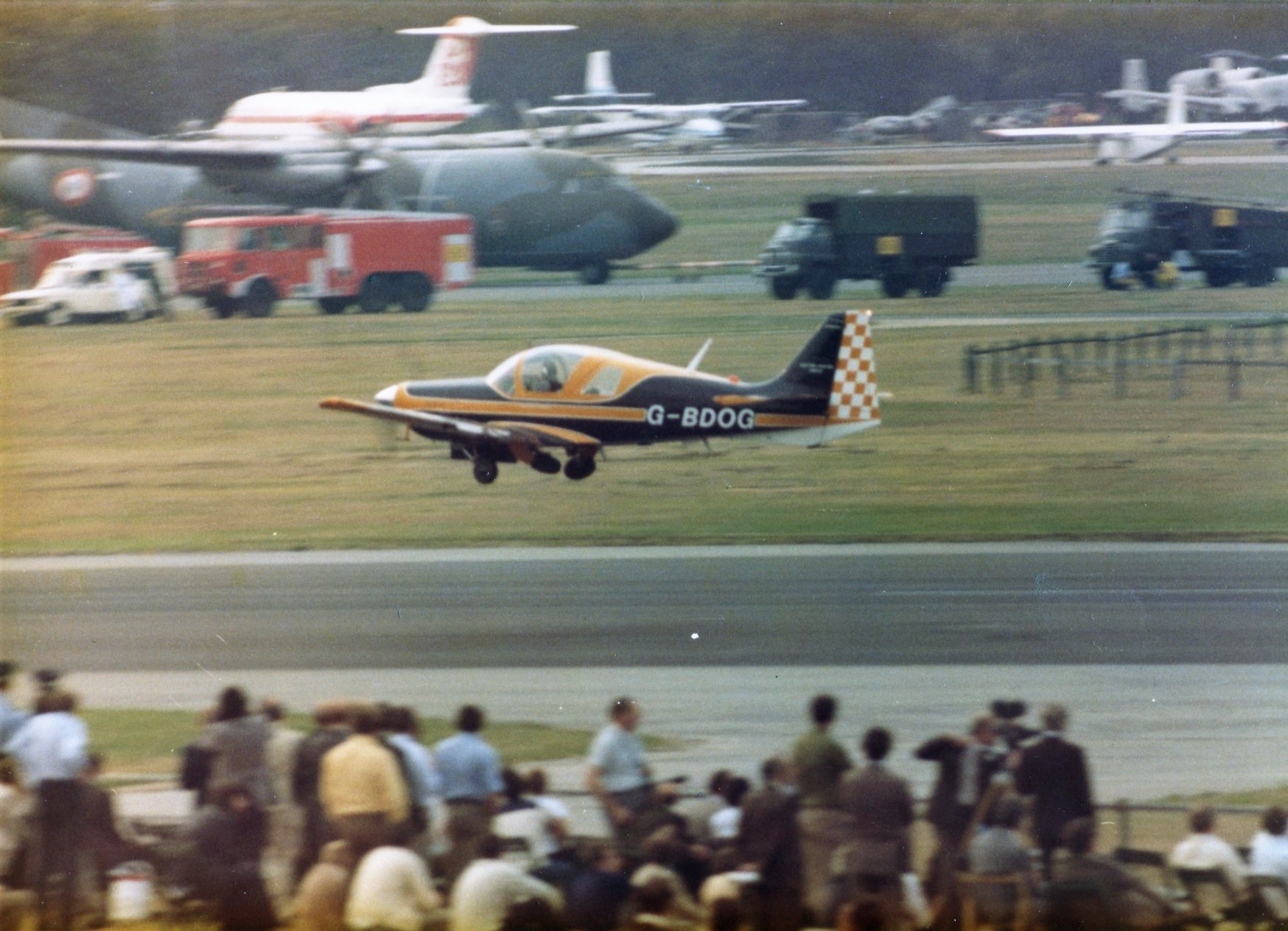
El Scottish Aviation BullFinch despegando en Farnborough.

### Militares
Kenia
- Fuerza Aérea Keniata

 Líbano
- Fuerza Aérea Libanesa

### Antiguos militares
Botsuana
- Fuerza Aérea de Botsuana

 Ghana
- Fuerza Aérea Ghanesa

 Jordania
- Real Fuerza Aérea Jordana

 Hong Kong
- Real Fuerza Aérea Auxiliar de Hong Kong

 Malasia
- Real Fuerza Aérea Malaya

 Malta
- Ala Aérea de las Fuerzas Armadas de Malta[4]

 Nigeria
- Fuerza Aérea Nigeriana

 Reino Unido
- Real Fuerza Aérea británica

 Suecia
- Fuerza Aérea Sueca
- Ejército Sueco

### Antiguos civiles
Suecia
- Lund University

## Especificaciones (Bulldog Series 120)
Referencia datos: Jane's All The World's Aircraft 1976–77,

### Características generales
- Tripulación: Dos (instructor y alumno)
- Longitud: 7,1 m (23,2 ft)
- Envergadura: 10,1 m (33,1 ft)
- Altura: 2,7 m (9 ft)
- Superficie alar: 10 m² (−9,5 ft²)
- Perfil alar: NACA 632615[6]
- Peso vacío: 669 kg (1474,5 lb)
- Peso útil: 417 kg (919,1 lb)
- Peso máximo al despegue: 1066 kg (2349,5 lb)
- Planta motriz: 1× motor bóxer de 4 cilindros refrigerado por aire Lycoming IO-360-A1B6.
  - Potencia: 150 kW (207 HP; 204 CV)
- Hélices: Hartzell bipala de velocidad constante
- Alargamiento: 8,4

### Rendimiento
- Velocidad nunca excedida (Vne): 343 km/h (213 MPH; 185 kt)
- Velocidad máxima operativa (Vno): 240 km/h (149 MPH; 130 kt)
- Velocidad de entrada en pérdida (Vs): 100 km/h (62 MPH; 54 kt)
- Alcance: 1000 km (540 nmi; 621 mi)
- Techo de vuelo: 4900 m (16 076 ft)
- Régimen de ascenso: 5,3 m/s (1033 ft/min)
- Carga alar: 89 kg/m² (18,2 lb/ft²)

## Aeronaves relacionadas

### Aeronaves similares
- Cessna T-41
- Valmet L-70 Vinka
- Aermacchi SF.260
- PAC CT/4
- Utva 75

### Secuencias de designación
- Secuencia B._ (interna de Beagle): ← B.218 - B.242 - Basset - Bulldog - Husky - Pup - Terrier
- Secuencia Sk _ (Entrenadores de la Fuerza Aérea Sueca): ← Sk 40 - Sk 50 - Sk 60 - Sk 61
- Secuencia Fpl _ (aviones del Ejército Sueco): Fpl 51 - Fpl 53 - Fpl 54 - Fpl 61